# Spytko de Melsztyn
Spytek de Melsztyn, également connu sous le nom de Spytko, (en polonais : Spytek z Melsztyna), né en 1398 et mort le 6 mai 1439 durant la bataille de Grotniki, est un membre de la noblesse polonaise et un fervent partisan d'un rapprochement polonais avec le mouvement hussite.

## Biographie
Spytek est propriétaire des domaines de Melsztyn et châtelain de Biecz. Il est le fils de Spytek de Melsztyn, voïvode de Cracovie. Il soutient le plan d'acceptation par Ladislas II Jagellon de la couronne tchèque des Hussites. Il appuie les expéditions militaires pro-hussites de Sigismond Korybutovic en Bohême dans les années 1422-1427. Après la mort de Ladislas II Jagellon en 1434, il est le chef de l'opposition contre les influences politiques de l'évêque de Cracovie, Zbigniew Oleśnicki pendant les premières années du règne du jeune roi Ladislas III Jagellon. L'opposition de Spytek à Oleśnicki est moins personnelle et plus une expression de sympathie avec le hussitisme tchèque et d'opposition à la richesse et à l'influence de l'Église catholique en Pologne. Lors des synodes de l'Église de Warka (1434), Sieradz et Piotrkow (1435), il se prononce en faveur de l'abolition du Denier de Saint-Pierre en Pologne.
En 1439, il organise la Confédération de Korczyn (également connue sous le nom de Confédération de Spytko de Melsztyn) contre Oleśnicki, en réaction à la formation par Oleśnicki d'une confédération anti-hussite à Korczyn. Ses actions sont condamnées par la cour royale et il perd de nombreux soutiens. Après une escalade militaire du conflit, il meurt à la bataille de Grotniki le 4 mai 1439,. La défaite de Spytek signifie aussi la défaite de la cause hussite en Pologne,.
Son héritage réside dans le fait que le roi Ladislas a compris que la petite noblesse pouvait être opposée à la puissance des grands magnats et que l'Église catholique pouvait être maîtrisée.